# Governatorato di al-Sharqiyya Nord
Il governatorato di al-Sharqiyya Nord, (in arabo مُحَافَظَة شَمَال ٱلشَّرْقِيَّة‎?, Muḥāfaẓat Šamāl aš-Šarqīyah) - ossia Governatorato del Nordest - è una suddivisione dell'Oman. La superficie totale è di 21.100 km², la popolazione raggiunge i 271.800 abitanti, secondo il censimento del 2020. La capitale della regione è Ibra. È stato creato nel 2011 quando la regione di al-Sharqiyya è stata suddivisa nei governatorati di al-Sharqiyya Nord e al-Sharqiyya Sud.

## Suddivisioni
La regione è suddivisa in 6 province: Bidiya, Dama Wa al-Taiyyin, Ibra, al-Muḍaybī, al-Qabil e Wadi Bani Khalid.